# Adolf von Bilfinger

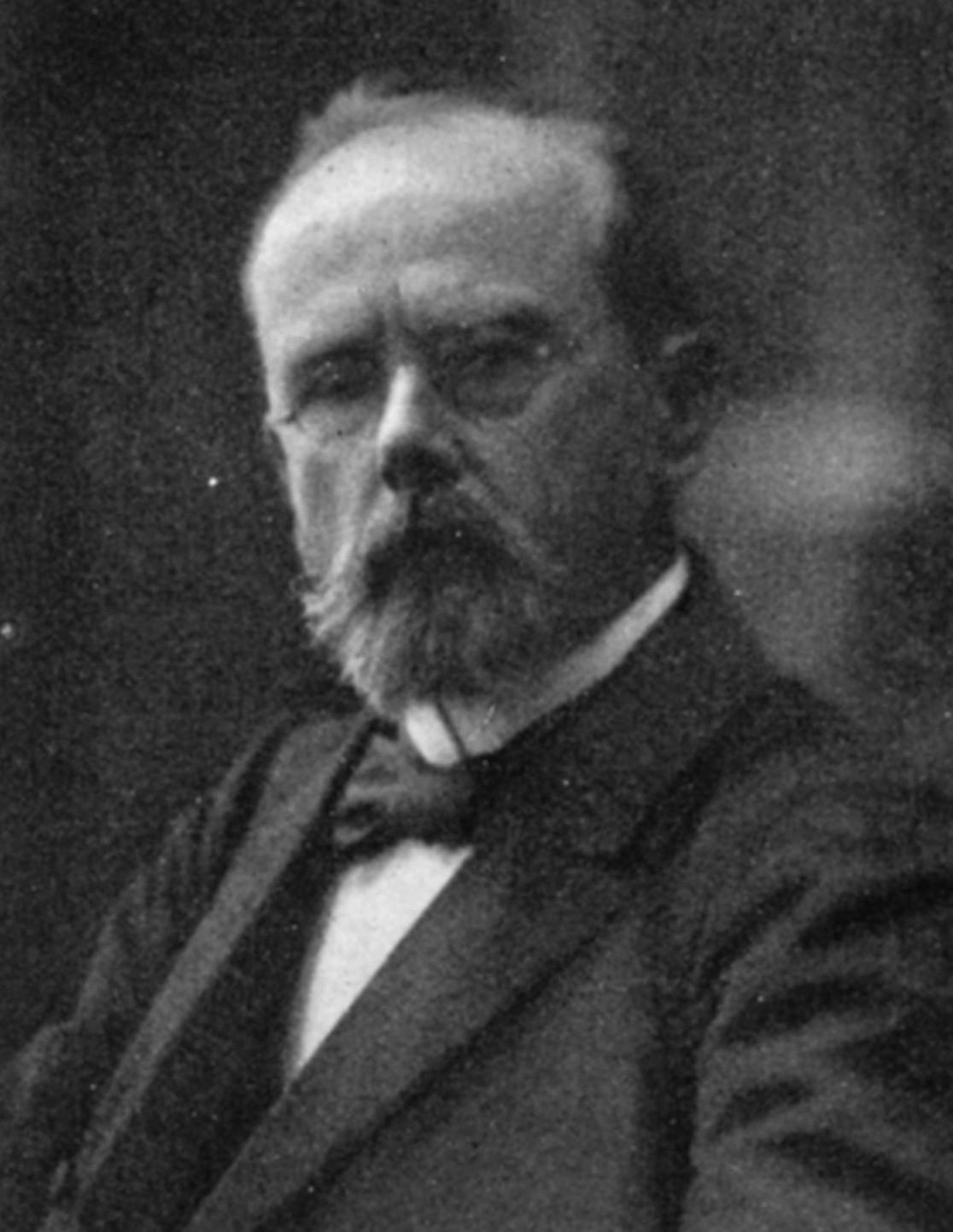
Adolf von Bilfinger

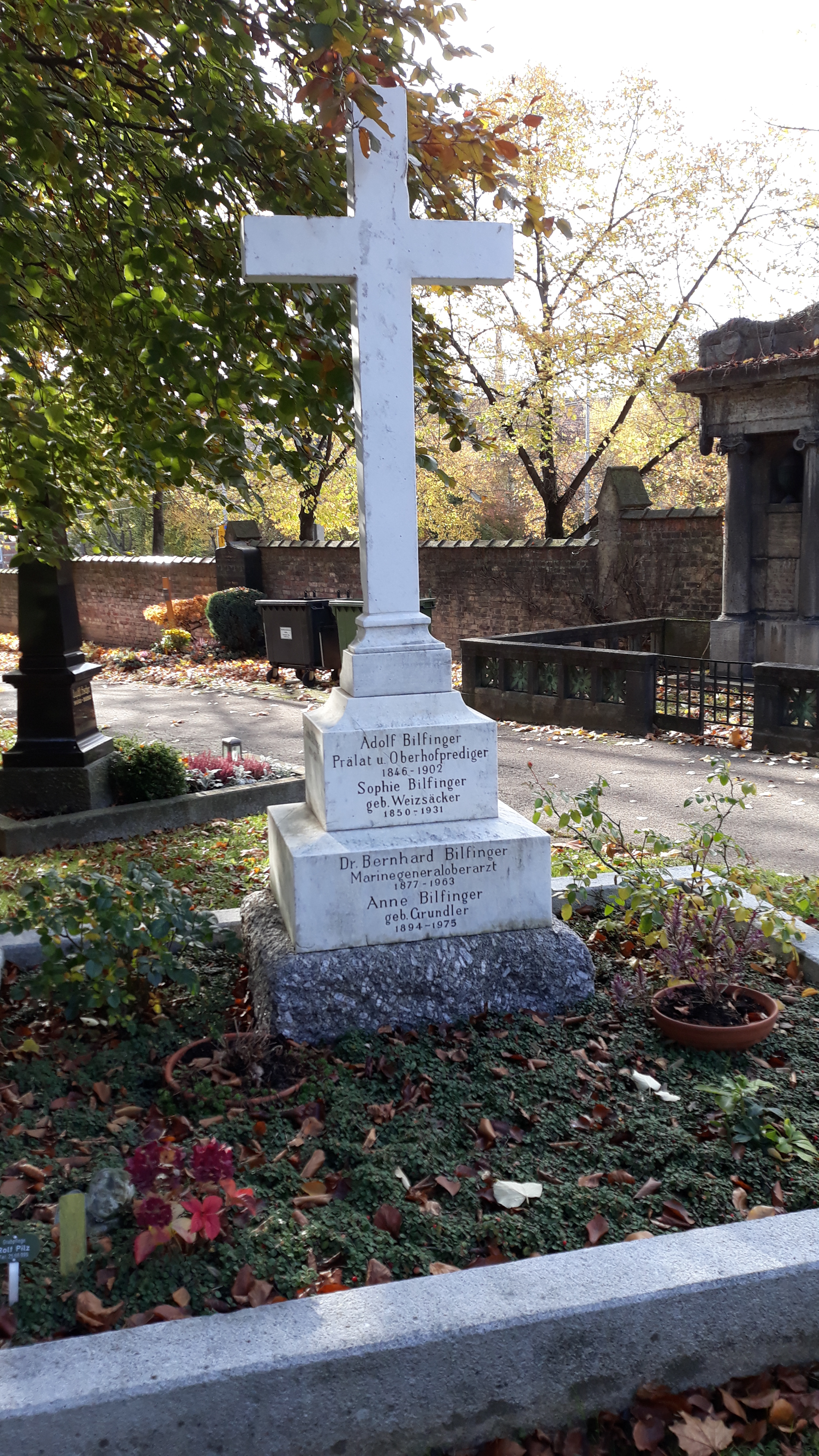
Das Grab von Adolf von Bilfinger und seiner Ehefrau Sophie geborene von Weizsäcker im Familiengrab auf dem Pragfriedhof in Stuttgart

Adolf von Bilfinger (* 5. März 1846 in Rohracker; † 25. Juni 1902 in Stuttgart) war ein württembergischer lutherischer Geistlicher. 

## Leben
Bilfinger studierte von 1864 bis 1869 evangelische Theologie in Tübingen. Seit 1864 war er Mitglied der Studentenverbindung Tübinger Königsgesellschaft Roigel.
Er wurde 1873 Stadtpfarrer in Oberndorf, 1876 zugleich auch Bezirksschulinspektor. 1878 wechselte er als Garnisonspfarrer nach Ulm, wo er 1889 Dekan und Stadtpfarrer am Münster wurde. 1898 ernannte man ihn zum Stuttgarter Oberhofprediger mit dem Titel eines Prälaten. Außerdem war Bilfinger Mitglied des Evangelischen Konsistoriums sowie Vorstand der Kommission für die Erziehungshäuser.
Bilfinger war seit 1900 auch Vorstand des Vereins für klassische Kirchenmusik.
Bilfingers Ehefrau Sophie (1850–1931) war eine Tochter des Tübinger Theologieprofessors Karl Heinrich Weizsäcker. Zu ihren drei Söhnen gehörte der spätere Staats- und Völkerrechtler Carl Bilfinger.

## Veröffentlichungen
- Trauer-Gebet am Sarge Seiner Excellenz des Herrn Generallieutenants Alexander von Salviati: geboren den 9. Februar 1827 in Berlin, gestorben den 22. Februar 1881 in Ulm, überführt nach Stuttgart zur Beerdigung den 24. Februar 1881. Ling, Ulm 1881 (Digitalisat).
- Worte am Grabe der Frau Oberst Amalie von Erhardt geb. Waldbaur: geb. Stuttgart 16. Juni 1815, gest. Neu-Ulm 31. März 1887, beerdigt Ulm 2. April 1887. Nübling, Ulm 1887 (Digitalisat).
- Zwei Predigten zum Gedächtnis des Kaisers Wilhelm I. gehalten im Münster zu Ulm für die Militärgemeinde. Ebner, Ulm 1888 (Digitalisat).
- Sechs Reden aus dem Militärpfarramt. Hübling, Ulm 1890.
- Predigt am Festgottesdienst bei der Feier zur Vollendung des Hauptturms am Münster in Ulm 30. Juni 1890. Ulm 1890.
- Worte der Erinnerung an Elisabeth Brennecke: geb. den 18. Novbr. 1874 in Posen, gest. den 5. Febr. 1891 in Ulm. Nübling, Ulm 1891 (Digitalisat).
- Worte am Grabe des Johann Wilhelm Friedrich Seuffer, Pfarrers a. D.: geboren am 9. Juni 1816 in Ulm, gestorben am 22. November 1894 in Ulm. Schreiber, Esslingen 1894 (Digitalisat).
- Worte der Trauer und des Trostes bei der Begräbnisfeier des Herrn Oberbürgermeister a. D. Karl von Heim: geb. 20. Dezember 1820 in Walddorf, gest. 8. April 1895 in Ulm. Ebner, Ulm 1895 (Digitalisat).
- Worte am Grabe der Frau Fanny Baier geb. Högg: geb. in Ellwangen 22. September 1835, gest. in Ulm 5. August 1896. Wagner, Ulm 1896 (Digitalisat).
- Zwei Predigten bei der 51. Hauptversammlung des Evangel. Vereins der Gustav-Adolf-Stiftung in Ulm am 13. und 14. September 1898. Selbstverlag des Centralvorstands des Evangelischen Vereins der Gustav-Adolf-Stiftung, Leipzig 1898.
- Antrittspredigt gehalten in der Schlosskirche in Stuttgart. 22. Jan. 1899, Stuttgart 1899.
- Worte am Grabe des Herrn Präsidenten a. D. Dr. Gustav v. Bockshammer: Geboren den 11. Januar 1815. Gestorben den 1. April 1900. Beerdigt den 3. April 1900. Neues Tagblatt Aktien-Gesellschaft, Stuttgart 1900 (Digitalisat).
- Zur Erinnerung an Sophie Bilfinger Tochter des Oberhofpredigers Prälaten Bilfinger und seiner Frau Sophie geb. Weizsäcker: geboren in Ulm am 23. September 1891, gestorben in Stuttgart am 28. April 1901. Liebich, Stuttgart 1901 (Digitalisat).
- Zum Gedächtnis Seiner Hoheit des Prinzen Herrmann von Sachsen-Weimar-Eisenach Herzogs zu Sachsen: Geboren zu Altenstein 4. August 1825; Gestorben zu Berchtesgaden 31. August 1901; Beigesetzt zu Stuttgart 4. September 1901; Ansprachen beim häuslichen Trauergottesdienst und bei der Begräbnisfeier. Fink, Stuttgart 1901.
- Euer Herz erschrecke nicht: Predigt gehalten am Sonntag Rogate den 12. Mai 1901 in der Schlosskapelle zu Stuttgart. Stuttgart 1901.
- Zwölf Predigten von Adolf Bilfinger, Prälat. Mohr, Tübingen 1902.
- Das Christenbuch: ein evangelischer Hausschatz; in drei Teilen; Morgen- und Abendandachten für alle Tage des Jahres, Predigten auf alle Sonn- und Festtage, der christliche Glaube nach Luthers großem Katechismus, religiöse Gedichte. Verlag der Buchhandlung für Innere Mission, Stuttgart 1902.
- Worte der Trauer und des Trostes beim Hinscheiden der Frau Margarete Gußmann geb. Wrede, Medizinalrats, II. K. Hofarzts Gattin: geboren den 26. Oktober 1860, gestorben den 8. Juni 1902, beerdigt den 10. Juni 1902. Liebich, Stuttgart 1902 (Digitalisat).